# Bernat Plantapilosa
Bernat Plantapilosa (en francès Bernard Plantevelue, de vegades escrit Plantevelne), (Usès, 22 de març de 841 - 6 de gener o 16 d'agost de 886) fou comte d'Autun, comte d'Alvèrnia, comte i marquès de Tolosa i comte de Berry; era fill de Bernat de Septimània i de Duoda de Septimània.

## Traïció reial
Un Bernat estava present a l'assemblea de Pîtres del juny del 864; abans d'acabar l'assemblea Bernat va demanar permís per marxar per poder resoldre afers urgents, però en lloc de seguir viatge es va amagar a un bosc proper on va preparar una emboscada contra el rei que havia d'anar de cacera per allí; al mateix temps planejava atemptar contra Robert el Fort, comte d'Anjou i duc dels territoris d'Ultra Sena, i contra Ranulf I de Poitiers duc d'Aquitània; però els seus plans van arribar a orelles del rei. Bernat va haver de fugir. A la mateixa dieta fou jutjat en absència i condemnat a perdre els seus honors i dignitats que van passar a Robert el Fort. Així ho assenyalen els Annales Bertiniani que no especifiquen quin Bernat era. Això va provocar gran confusió entre els historiadors, ja que al mateix moment existien diversos Bernats:
- Bernat el Vedell, comte de Tolosa, Rouergue, Carcí i Llemotges, que va recuperar Tolosa usurpada per Humfrid (863-864)
- Bernat I d'Alvèrnia, que va recuperar el comtat d'Alvèrnia usurpat per Esteve d'Alvèrnia (863-864)
- Bernat de Gòtia comte de Barcelona, Osona, Rosselló, Narbona, Agde, Besiers, Melguelh i Nimes, que va rebre els honors d'Humfrid a Gòtia i Septimània
- Bernat Plantapilosa, comte d'Autun, que hauria recuperat Autun[c] de Humfrid vers 863[d]

S'accepta generalment que el rebel era Bernat Plantapilosa que tenia llavors 24 anys. En el repartiment del 864 li fou donat el comtat d'Autun que hauria perdut en favor de Robert el Fort.

## Reconciliació
Després es va reconciliar amb el rei i va recuperar el comtat a la mort de Robert el Fort (mort el juliol de 866) i després va rebre el comtat d'Alvèrnia a la mort (o en el lloc) del seu sogre probablement el 868. A Autun es va haver d'enfrontar (867-870) a Eudes o Odó antic comte de Dijon, de Troyes (852-859) i comte de Varais, del qual no hi ha més notícies després del 870, que aspirava també al comtat.
El 872 uns emissaris de Bernat van assassinar al seu homònim Bernat de Tolosa (Bernat el Vedell) i es va apoderar de Tolosa i potser altres comtats (Roergue, Carcí). Un germà del Vedell, Fulcoald, va mantenir el poder a Llemotges sense títol oficial però conegut com a vescomte de Llemotges. L'altra germà, Odó de Tolosa, casat amb la comtessa Garsenda d'Albi o de l'Albigès (i comte pel dret de la seva dona), li va disputar el poder però el rei Carles el Calb va reconèixer Plantapilosa.
Des del 873 fou conseller del rei d'Aquitània Lluís II el Tartamut (867-879, després Lluís II de França 877-879). En la reorganització de comtats feta el 876 per Carles el Calb el comtat d'Autun va passar a Bernat de Gòtia; el govern de Provença i Itàlia fou donat a Bosó i el comtat de Berry va passar a Bernat de Gòtia. Autun va passar a Bernat de Gòtia perquè Bernat Plantapilosa havia estat fet presoner per Lluís III el Jove de Germània (876-882) a la batalla d'Andernach el 8 d'octubre del 876 i restava encara engarjolat, conservant no obstant Alvèrnia que li venia per dret de la seva dona, i Tolosa (Roergue i Carcí devien estar ja en mans d'Odó, després comte Odó de Tolosa).
Fou alliberat sense rescat el 877 i va acompanyar a Carles el Calb a Itàlia. A la mort de Carles el Calb, quan el 877 Lluís el Tartamut va assolir la corona francesa, fou un important suport d'aquest; va lluitar contra el rebel Bernat de Gòtia que el 878 va ser derrotat (va resistir a Autun fin el 879, quan aquest comtat fou donat al cambrer reial Teodoric, que fou Teodoric IV d'Autun) i va rebre el comtat de Berry o Bourges.
A la mort de Lluís II el Tartamut va donar suport als seus fills Carloman II i Lluís III de França contra Bosó de Vienne erigit en rei de Provença i va rebre el comtat de Mâcon (880). El 884 el rei li va cedir el Lionès. Va morir el 886 en lluita contra Bosó.

## Matrimoni i descendència
Estava casat amb Ermengarda (morta després del 881), filla probablement de Bernat I d'Alvèrnia i fou el pare de:
- Guillem I el Pietós duc d'Aquitània vers 890-918, comte d'Alvèrnia, Lió, Berry i Mâcon.
- Guerí o Garí, mort jove
- Ava, abadessa de Lió
- Adelinda, esposa d'Acfred I de Carcassona i Rasès i mare de Guillem II el Jove i d'Acfred I d'Aquitània.